# Antología (álbum de Ángel Parra)
Antología es el primer álbum recopilatorio del cantautor chileno Ángel Parra como solista. Fue lanzado por el sello Warner Music en 2000, y corresponde a una selección de 18 de sus canciones, pertenecientes a su repertorio que viene siendo publicado desde 1965.

## Lista de canciones
| Antología |                             |          |  |
| N.º       | Título                      | Duración |  |
| 1.        | «Cuando amanece el día»     |          |  |
| 2.        | «Canción de amor»           |          |  |
| 3.        | «Libertad»                  |          |  |
| 4.        | «Suerte de mi compadre»     |          |  |
| 5.        | «Qué vas a hacer»           |          |  |
| 6.        | «Noticiero»                 |          |  |
| 7.        | «Democracia»                |          |  |
| 8.        | «Me gustan los estudiantes» |          |  |
| 9.        | «Alma de Chacabuco»         |          |  |
| 10.       | «Compañero, presidente»     |          |  |
| 11.       | «Metabala»                  |          |  |
| 12.       | «Sol, volantin y bandera»   |          |  |
| 13.       | «Pueblo»                    |          |  |
| 14.       | «En el Tolima»              |          |  |
| 15.       | «Corrido del 73»            |          |  |
| 16.       | «T.V.»                      |          |  |
| 17.       | «Banquerito»                |          |  |
| 18.       | «Marinerita»                |          |  |